# M.A. Caprani
Michelle Alessio Caprani (29. april 1860 – 25. oktober 1922) var en dansk fotograf.
Han var søn af fotograf Jens Jacobsen Caprani (1836-1878) og opkaldt efter sin farfar. Han virkede i Kolding, Middelfart og Aarhus. I Kolding havde han atelier i Jernbanegade 15, lige for Højskolehjemmet. I Aarhus var han Vorbecks efterfølger og havde atelier Sankt Clemenstorv 11, Wormhus, skrås for Hotel Skandinavien.
Han udgav bogen Aarhus Borgere 1915-1920 med en række portrætter af Aarhus' kendte borgere.
Han blev gift 27. april 1899 med Anna Sophie Jenssine Poulsen.